# Sella Giudicarie
Sella Giudicarie ist eine italienische Gemeinde (comune) mit 2943 Einwohnern (Stand 31. Dezember 2023) in der Provinz Trient (Region Trentino-Südtirol). Sie ist Teil der Talgemeinschaft Comunità delle Giudicarie.

## Geographie
Sella Giudicare ist eine Streugemeinde in den Inneren Judikarien. Das Gemeindegebiet erstreckt sich in Nord-Süd-Richtung auf einer Länge von etwas mehr als 5 Kilometern sowohl nördlich als auch südlich des 823 m s.l.m. hoch gelegenen Sattels von Bondo (italienisch Sella di Bondo), der die Wasserscheide zwischen den Flusssystemen Chiese und Sarca bildet.
Die Nachbargemeinden sind Borgo Lares, Pieve di Bono-Prezzo, Porte di Rendena, Tione di Trento und Valdaone.

## Verwaltungsgliederung
Sella Giudicare besteht aus den Fraktionen Bondo, Breguzzo, Lardaro und dem Gemeindesitz Roncone, der etwa 36 Kilometer westsüdwestlich von Trient liegt. Die vier Fraktionen waren bis 2015 eigenständige Gemeinden, bevor sie sich 2016 nach einem Referendum zur neuen Gemeinde Sella Giudicarie zusammenschlossen.